# Ивановка (Поливановский сельский совет)
Ивановка (укр. Іванівка) — село, Поливановский сельский совет, Магдалиновский район, Днепропетровская область, Украина.
Код КОАТУУ — 1222386003. Население по данным 1990 года составляло 10 человек.
Село ликвидировано в 1998 году.

## Географическое положение
Село Ивановка находилось на левом берегу реки Кильчень, выше по течению на расстоянии в 1,5 км расположено село Поливановка, ниже по течению на расстоянии в 0,5 км расположено село Калиновка, на противоположном берегу — село Поливановка. Рядом проходит автомобильная дорога Т-0410.